# 萨蒙伊什
萨蒙伊什是葡萄牙布拉干萨区的一个堂区。总面积13.55平方公里，总人口413人，人口密度30.5人/平方公里。